# Seyhanská přehrada
Seyhanská přehrada (turecky Seyhan Barajı) se nachází na stejnojmenné řece v jižním Turecku. Leží severně od města Adana, v regionu Çukurova. Její nápadné vodní jezero, vymezeno řadou údolí, je dobře viditelné z vesmíru. Vodní dílo je součástí kaskády přehrad na řece Seyhanu. Elektrárna zajišťuje zhruba 5 % spotřeby energie města Adana a podílí se 0,12–0,15 % na spotřebě elektrické energie celého Turecka.

## Historie

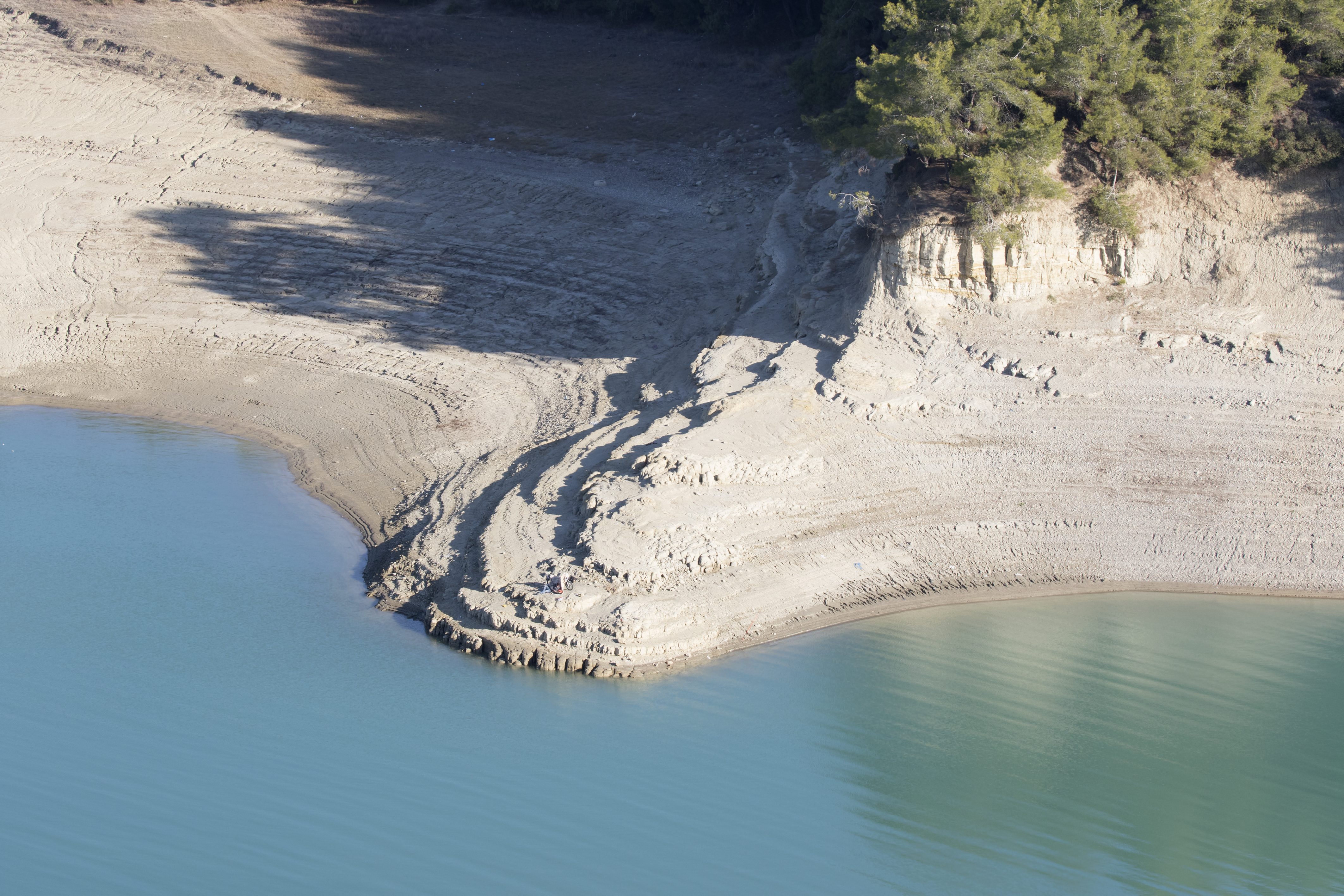
Měnící se hladina nádrže.

Myšlenka přehradit řeku v této oblasti byla zvažována již v roce 1934. O tři roky později zde byly prováděny první zeměměřické práce, které se týkaly přípravy stavby. 
Přehrada byla budována v 50. letech 20. století jako jedna z prvních, jejichž vznik financovala Světová banka. Projekt posvětil tehdejší turecký premiér Adnan Menderes. V čele projektu výstavby přehrady stál Süleyman Demirel, který se později stal tureckým premiérem i prezidentem. Cílem výstavby elektrárny nebyla jen potřeba zajistit více elektrické energie pro turecké hospodářství, ale také uchránit Adanu před povodněmi (město leží hned pod přehradou) a dále zajistit vodu pro zavlažování okolních polí rozsáhlého a úrodného regionu Çukurova. Mimo jiné je také rezervoárem pitné vody milionového města. V neposlední řadě elektrárna prostřednictvím přehradní nádrže umožnila rozvoj nových rekreačních oblastí a parků.
Výstavba vodního díla byla zahájena v roce 1953 a trvala tři roky. Slavnostně byla otevřena 8. dubna 1956. Celkové náklady dosáhly tehdy 25 milionů USD.
V souvislosti s napouštěním přehradního jezera bylo zatopeno původní historické město Augusta, a to v roce 1955. Samotné město bylo objeveno až při výstavbě vodního díla. Kromě údolí řeky Seyhan přehrada zaplavila i údolí dalších dvou jejích přítoků, a to Çakıt Suyu a Körkün Çayı.
V březnu 1980 vlivem povodně na řece Seyhan došlo k navýšení průtoku na řece až na 6 000 m³/s a elektrárna byla uvedena do mimořádného stavu. Běžný průtok v této lokalitě na řece Seyhan dosahuje okolo jedné pětiny této hodnoty. Hladina jezera dosáhla rekordních 97 m n. m.
Na samotném jezeře se čas od času objevují nelegální pontonové domy.
V roce 2006 bylo jezero přehradní nádrže vyhlášeno tureckou vládou za rezervaci divoké zvěře.

## Rozměry
Samotná přehrada má výšku 53,2 m a objem přehradní hráze činí 7,5 mil. m³. Plocha jezera má 63 km² a objem 800 milionů m³. Instalovaný výkon elektrárny činí 54 MW, ročně elektrárna vyrobí 350 GWh. Má celkem tři jednotky. 
Elektrárna je provozována, pohybuje-li se hladina navazujícího jezera v rozmezí 49 až 67 metrů (nad mořem). Energie z vodního díla slouží až osmdesáti tisícům domácností.